# Либация

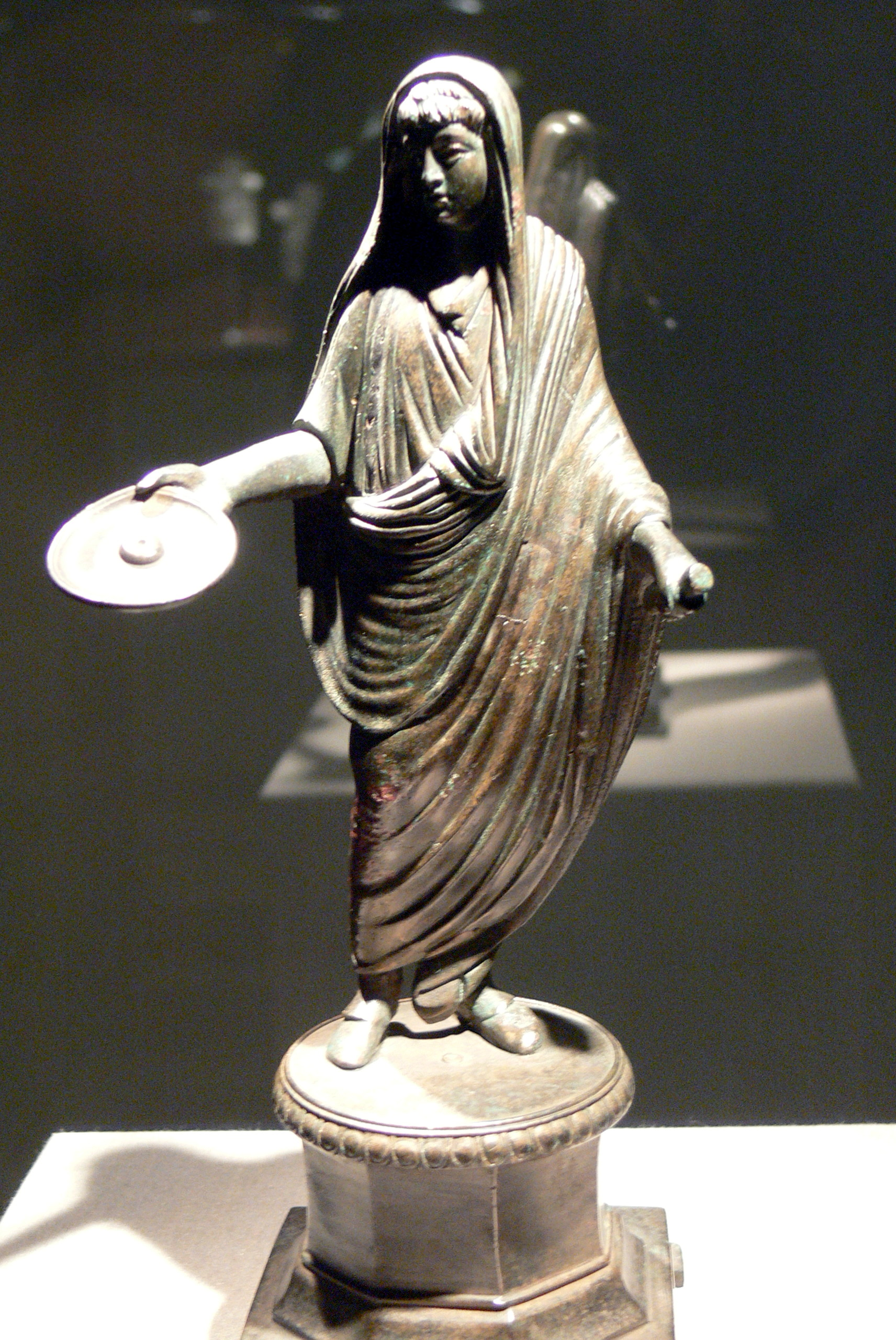
Римская бронзовая статуэтка священника с ритуально покрытой головой, вытягивающей патеру в жесте возлияния, II—III века н. э.

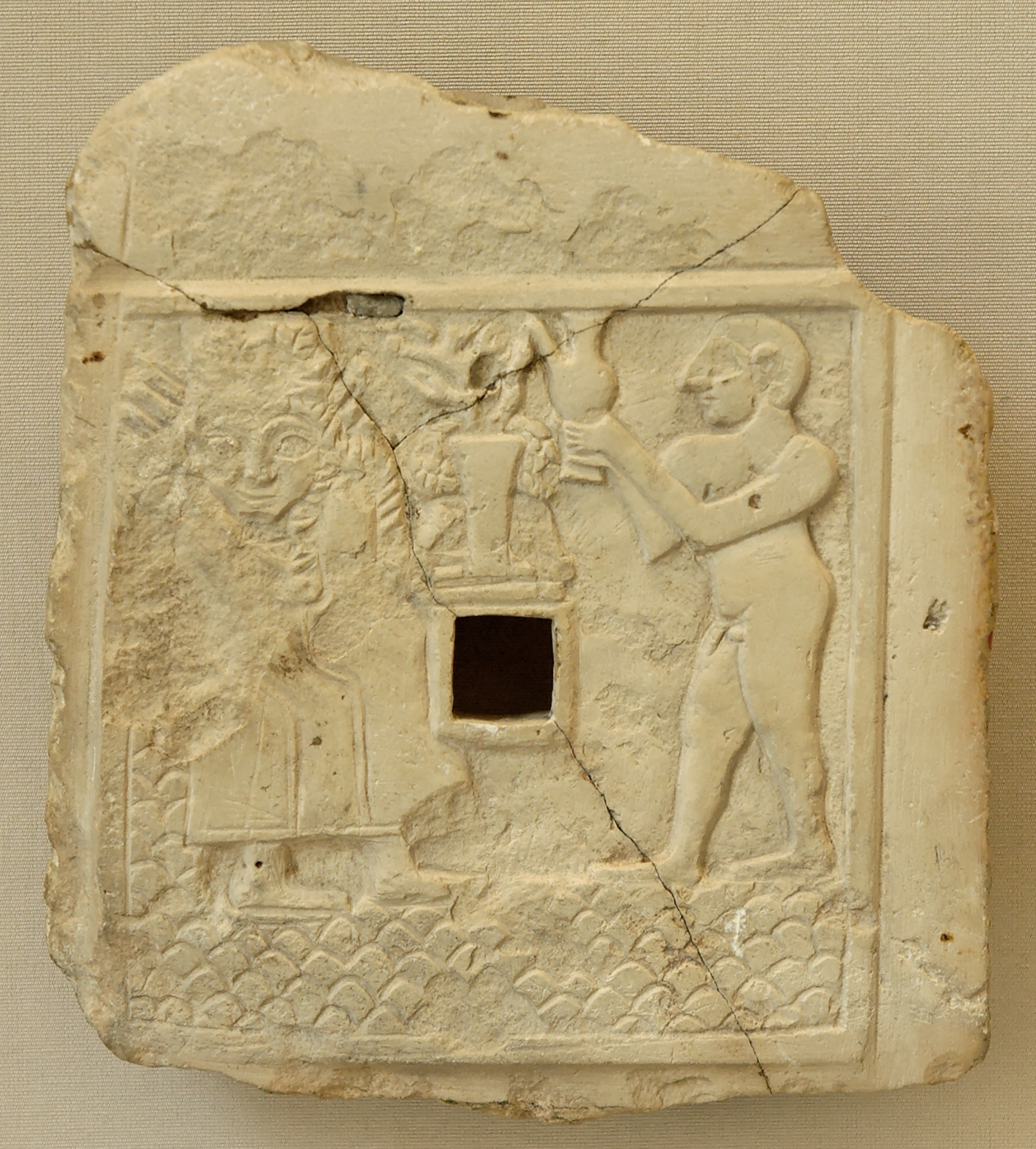
Рельеф возлияния богине растительности (ок. 2500 г. до н. э.), Найдено в древнем Гирсу, экспонат Лувра.

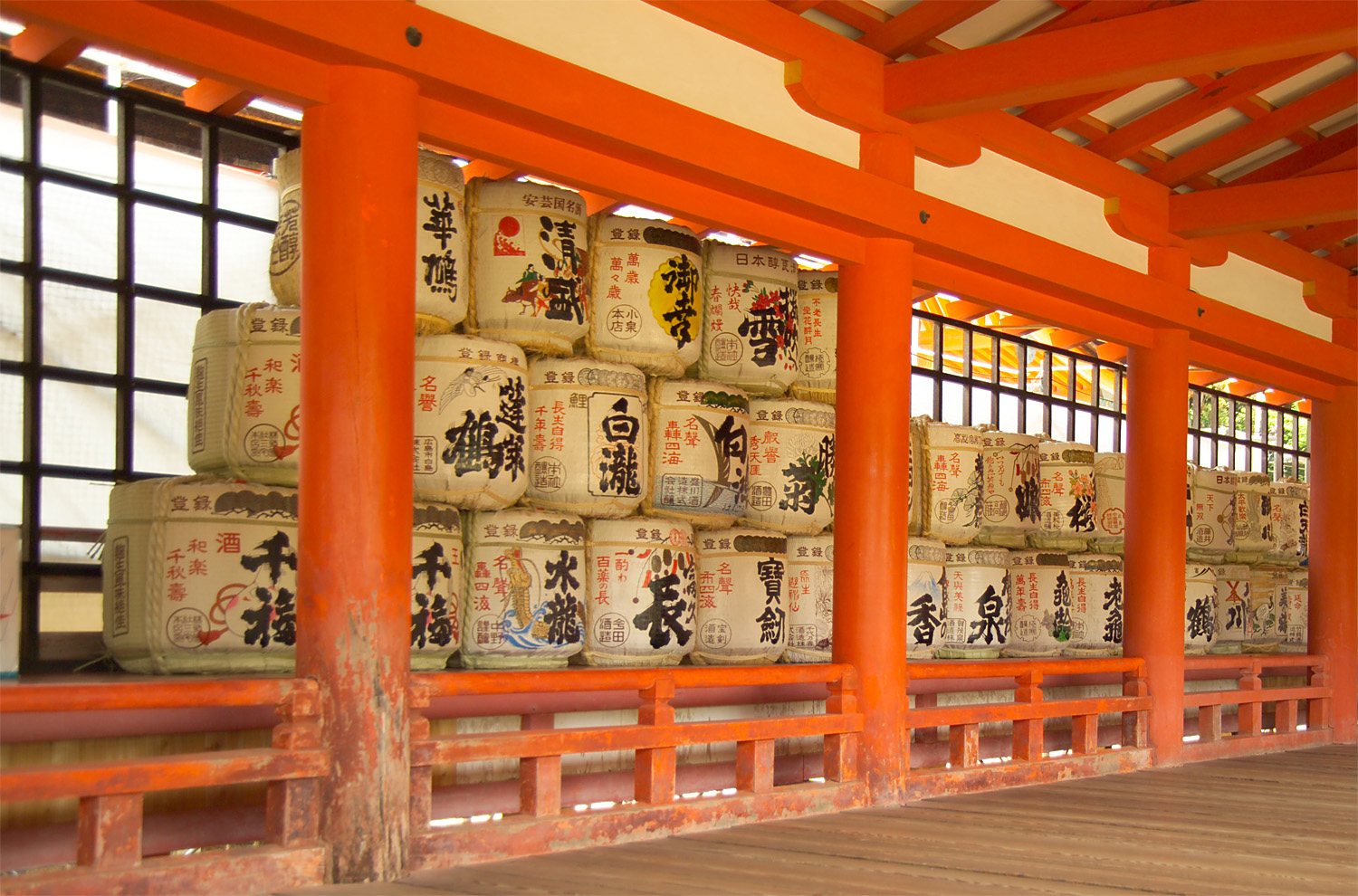
Бочонки с сакэ в святилище Ицукусима

Либация (возлияние) является частью религиозного ритуала жертвоприношения. Либация является «бескровным» жертвоприношением (то есть жертвуются вино, мёд, вода и др.) и характерна почти для всех древних религий.
Существуют свидетельства о древних возлияниях в Месопотамии, Египте, на Крите и в Индии. В Библии либация упоминается в книгах Бытия (Иаков в Вефиле приносит в жертву масло), Чисел (возлияние регламентируется с прочими жертвоприношениями), 2-м послании Тимофею (ἐγὼ γὰρ ἤδη σπένδομαι, в славянском переводе: «Азъ же убо жренъ бываю»). В Древней Греции и Древнем Риме либации применялись очень широко, не только во время торжественных ритуалов, но и на пирах и симпосиях. Герон Александрийский даже описал конструкцию особого автомата для возлияний. В Азии такого рода жертвы распространены в шаманизме, буддизме и синтоизме, в Америке — в индейских религиях. Они характерны и для пережитков культа предков в современной России, например, для староверцев.